# Чиндат (Новомитропольский сельсовет)
Чиндат — посёлок в Тюхтетском районе Красноярского края России. Входит в состав Новомитропольского сельсовета. 

## География
Посёлок находится на правом берегу реки Таёжный Тюхтет, на расстоянии примерно 27 км к востоку от села Тюхтет, административного центра района. Абсолютная высота — 227 м над уровнем моря.

## Население
| 2010 |
| ---- |
| 9    |

Гендерный состав
По данным Всероссийской переписи населения 2010 года в посёлке проживало 7 мужчин и 2 женщины из 9 чел.

## Улицы
- ул. Буркова,
- ул. Советская,
- ул. Школьная[4].